# Maria am Gestade (Vídeň)
Kostel Maria am Gestade (česky Panny Marie na nábřeží) je tradiční označení pro gotický římskokatolický kostel zasvěcený Panně Marii ve Vídni, v 1. obvodu starého města na Passauerplatz, v sousedství Dunajského kanálu. Společně s kostelem sv. Petra a kostelem sv. Ruprechta náleží k nejstarším vídeňským chrámům. Dnes slouží mj. českým věřícím ve Vídni.

## Historie

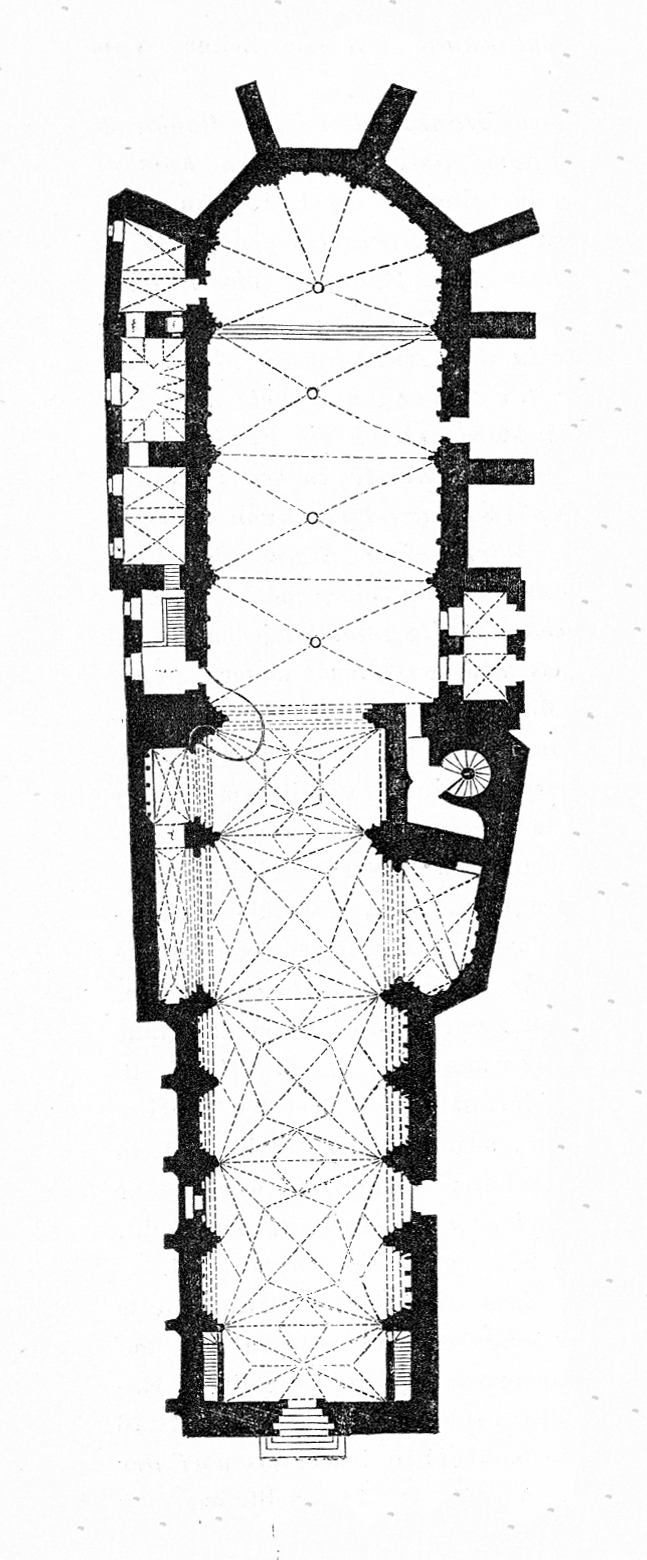
Půdorys s vyznačením křížových a síťových kleneb

Podle nespolehlivých pramenů na tomto místě stála od 9. století mariánská kaple, kterou pro dunajské lodníky dal postavit pasovský biskup Maldavin. První kostel je písemně doložen od roku 1137, jako patronátní kostel vídeňského kláštera skotských benediktinů. Od roku 1302 byl ve vlastnictví pánů von Greif, podle letopočtu 1316 na dochovaném náhrobku jim sloužil jako rodinné pohřebiště. V letech 1332–1355 dali postavit gotický pětiboký chór. Základní kámen hlavní stavby položil 2. června 1394 Michael Weinwurm, dvorní stavitel Jana I. z Lichtenštejna a Mikulova, hofmistra vévody Albrechta III. a nejvyššího rakouského stolníka. Stavbu prováděla huť Svatoštěpánského dómu podle plánů Michaela Knabse, klenby roku 1430 dokončil architekt Petr z Prachatic. Malovaný erb se stříbrnou lilií v červeném poli a nápis s letopočtem 1414 jsou na vítězném oblouku.
Kostel připadl pod správu pasovských biskupů a zůstal jim podřízen i poté, co byla Vídeň roku 1469 povýšena na diecézi. Od roku 1490 byla k chóru přistavěna 56 metrů vysoká sedmiboká věž, v symbolickém tvaru sedmi bolestí Panny Marie. Je zakončena baldachýnem s figurální sochařskou výzdobou. Byla poškozena Turky při prvním obléhání Vídně a opravena v letech 1534–1537 (Benedikt Kölbl). 
Dekretem císaře Josefa II. z roku 1783 byl kostel zrušen, stavba chátrala, sloužila jako stáj a sklad, hrozilo jí zboření. V roce 1812 byl kostel znovu vysvěcen, v letech 1817–1820 se začal opravovat. Roku 1820 byl chrám se souhlasem císaře Františka I. předán řádu redemptoristů, jimž patří dosud. Zasloužil se o to český kněz Klement Maria Hofbauer, svatořečený roku 1909 a roku 1914 prohlášený za patrona města Vídně. Jeho ostatky v relikviáři jsou v kostele uctívány. Gotické okenní sklomalby byly odvezeny do Laxenburgu u Vídně a instalovány tam na zámku Franzensburg, odkud byla většina z nich vrácena v roce 1946.. V letech 1817–1820 byly do oken zasazeny nové sklomalby podle návrhů malíře Julia Schnorra von Karolsfeld. Vnitřní zařízení (oltáře, kazatelna, zpovědnice a lavice) pochází z let 1817-1824, navrhl je Fridrich von Klinkowström, oltářní obrazy maloval Leopold Kupelwieser. Ikonograficky pozoruhodný je oltář neapolského světce Alfonse z Liguori, zakladatele řádu redemptoristů. 
Portál kostela v letech 1897–1903 obnovil Viktor Luntzen a znovu kolem roku 1930.
Od 19. století slouží pro bohoslužby české a slovenské komunity ve Vídni.

## Architektura
Jednolodní, velmi dlouhá, úzká a převýšená stavba vychází z dispozice mendikantských kostelů. Celek je středoevropsky významnou památkou architektury internacionální gotiky, bohatá kamenická výzdoba s mnoha figurálními detaily odráží vzory pražské Parléřovy huti (například kružby okna jižní stěny chóru) a navazující vzory huti Svatoštěpánského dómu, z níž zde pracoval Petr z Prachatic a později také původem brněnský architekt a sochař Antonín Pilgram. 

### Památky v interiéru
- gotické dřevořezby Zvěstování Panny Marie na pilířích vítězného oblouku
- gotické sochy světců na pilířích
- Hornbergerův votivní obraz Zasnoubení sv. Kateřiny s dítětem Ježíšem - gotická desková malba s klečícím donátorem z roku 1462, v kapli sv. Klementa
- Socha sv. Jana Nepomuckého na pilíři v lodi
- Sarkofág s ležící figurou Klementa Marii Hofbauera z roku 1862 (v chóru), autor Hans Gasser

## Významní kněží
- Svatý Klement Maria Hofbauer
- Heinrich Suso Waldeck vlastním jménem Augustin Popp (3. října 1873 Všeruby - 4. září 1943 St. Veit im Mühlkreis (Horní Rakousko); kněz, spisovatel, básník a novinář; na fasádě kostela je jeho pamětní deska

## Galerie

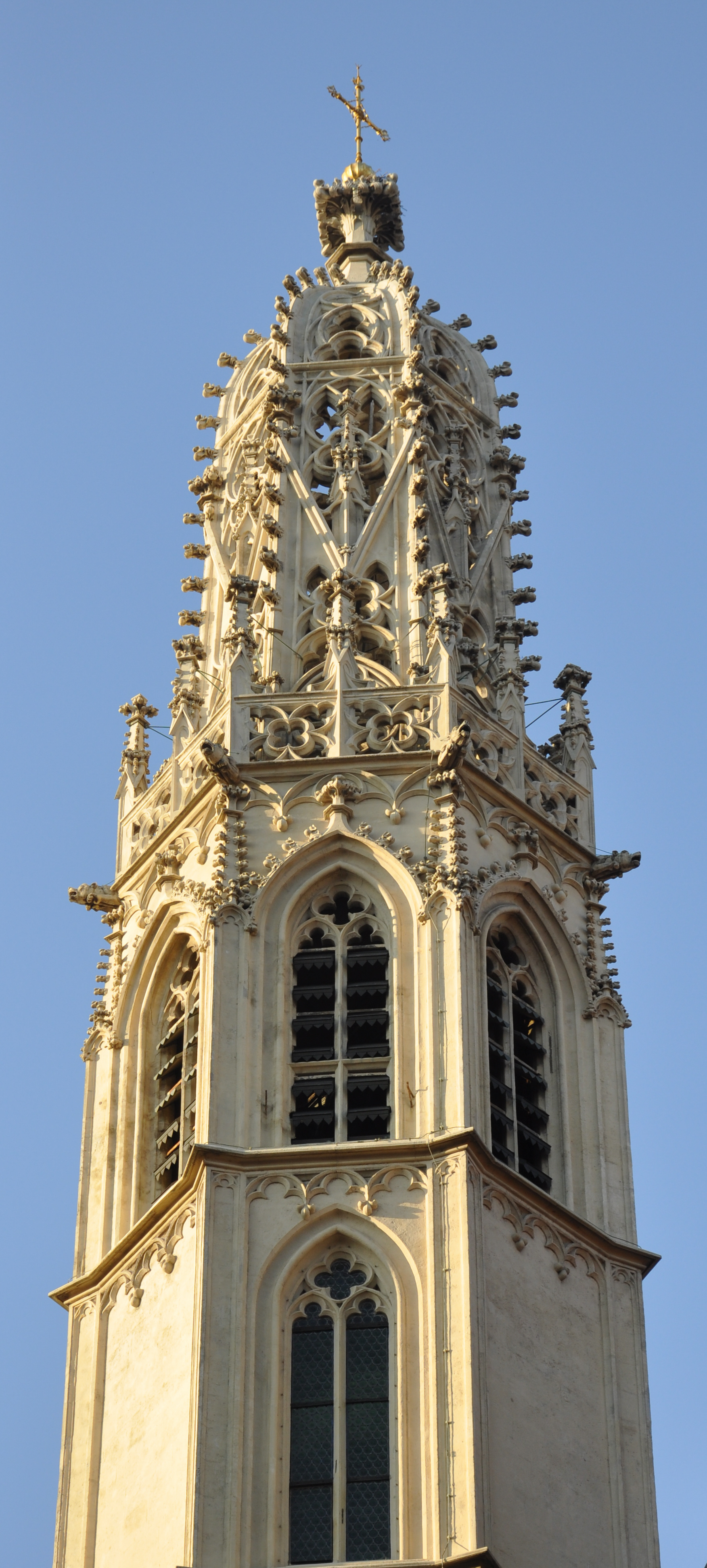
Věž
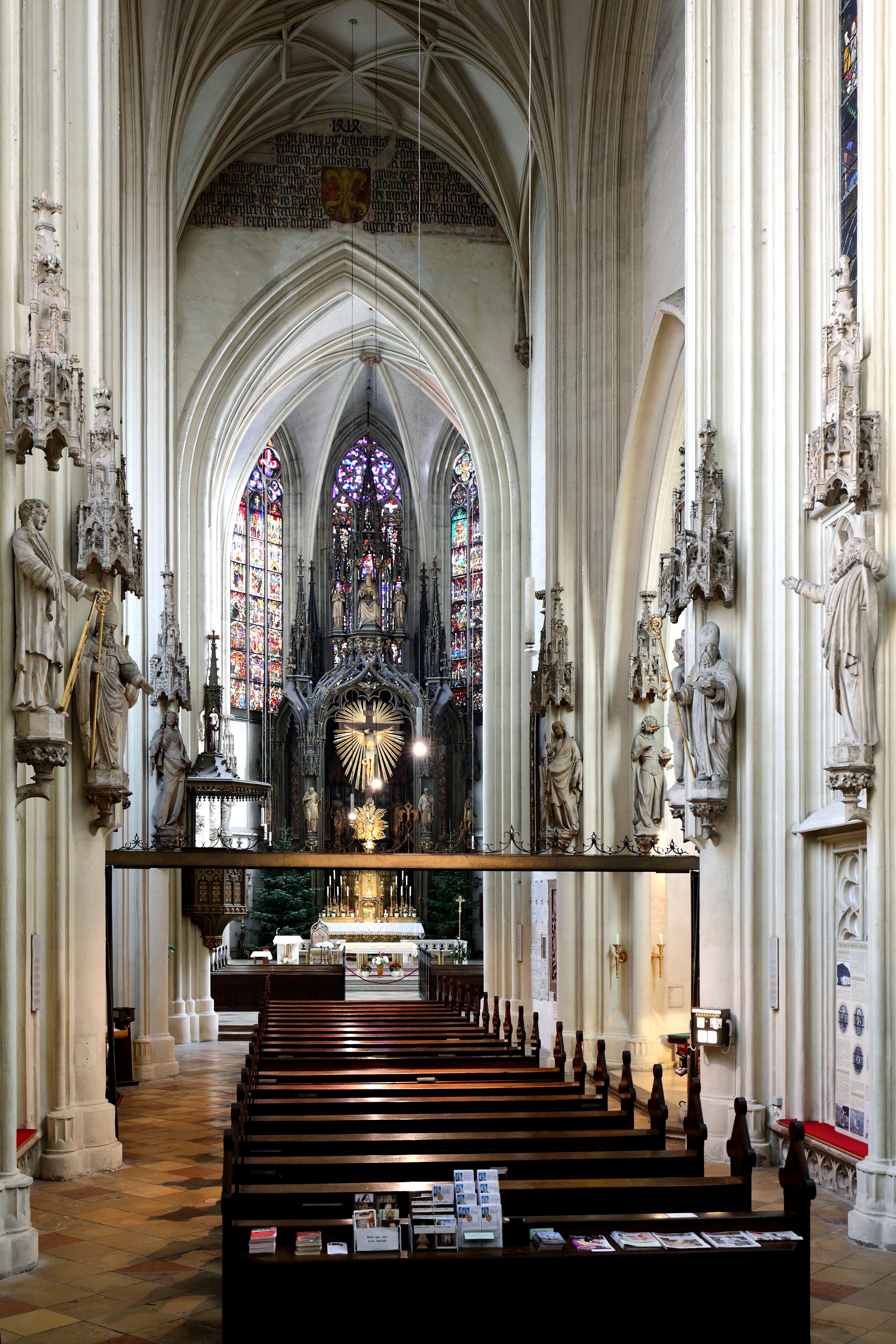
Pohled k hlavnímu oltáři
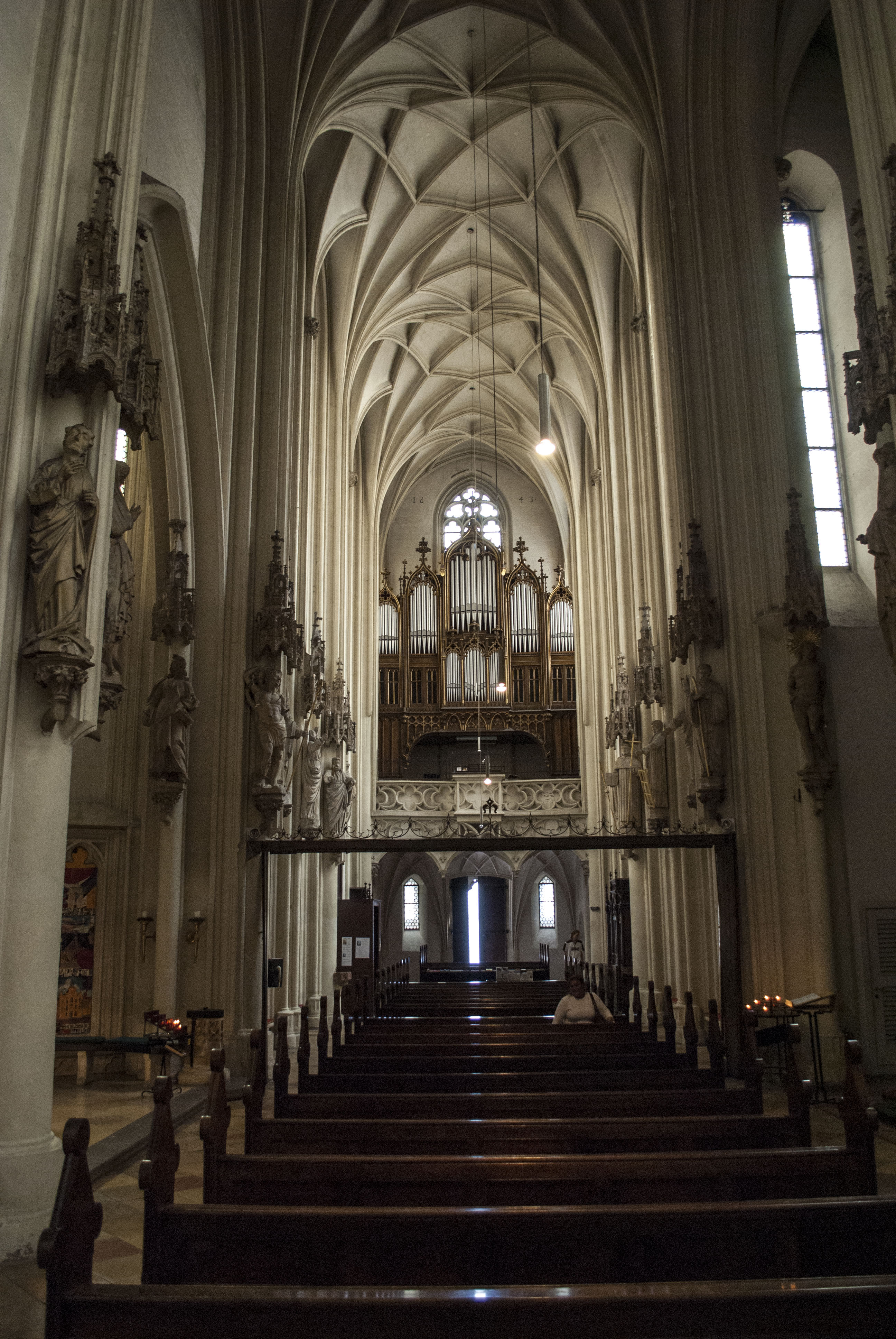
Loď s kruchtou
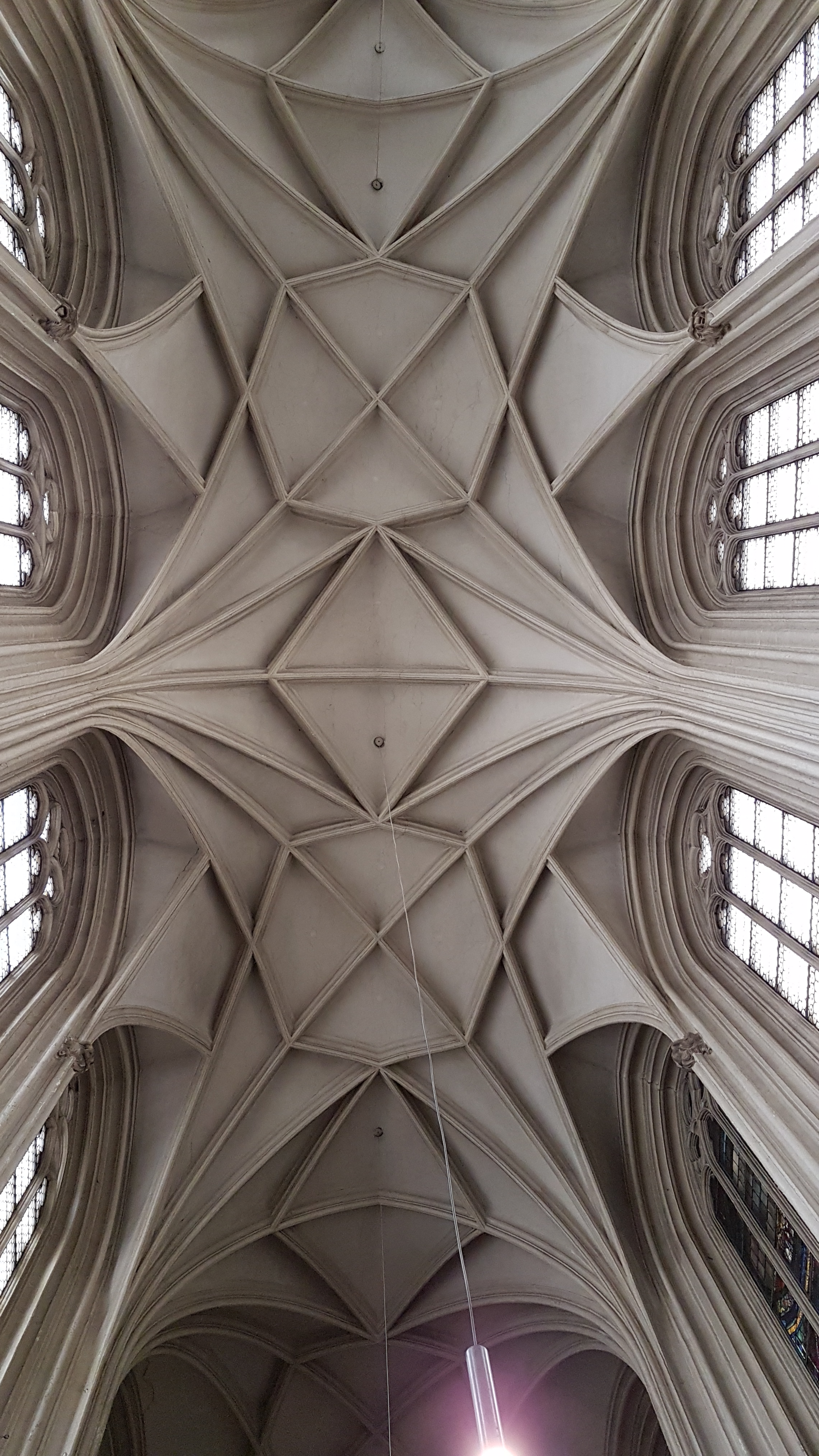
Klenby lodi
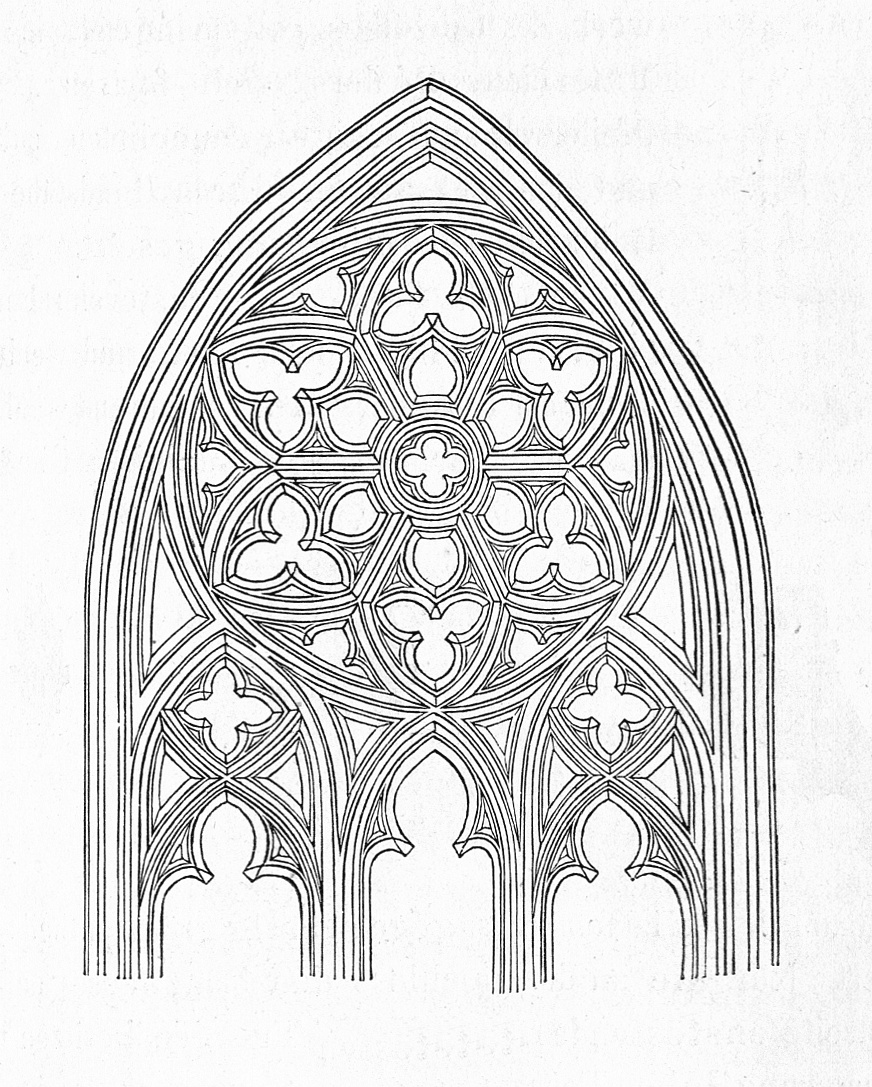
Okno na jižní stěně chóru
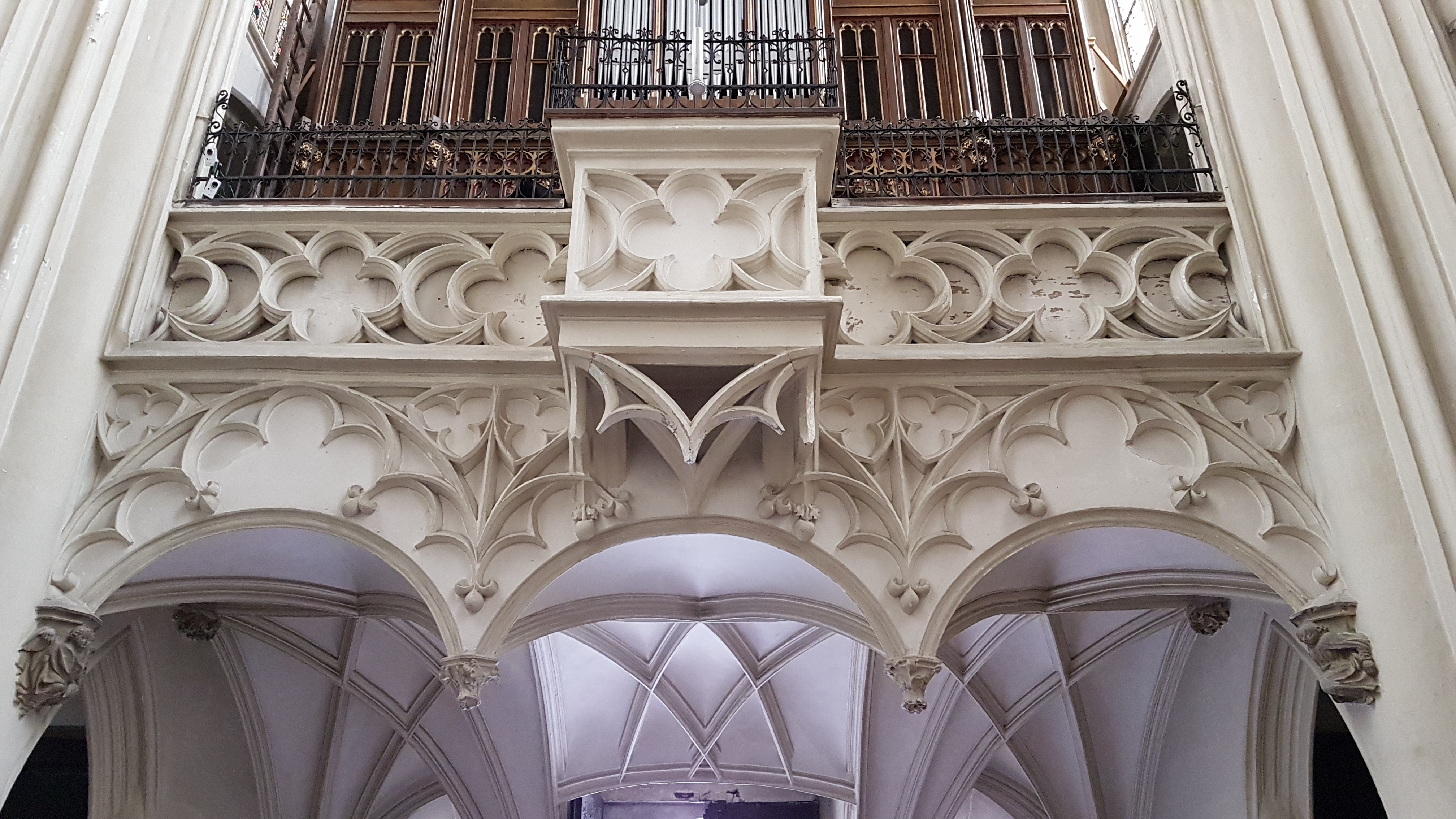
Kruchta
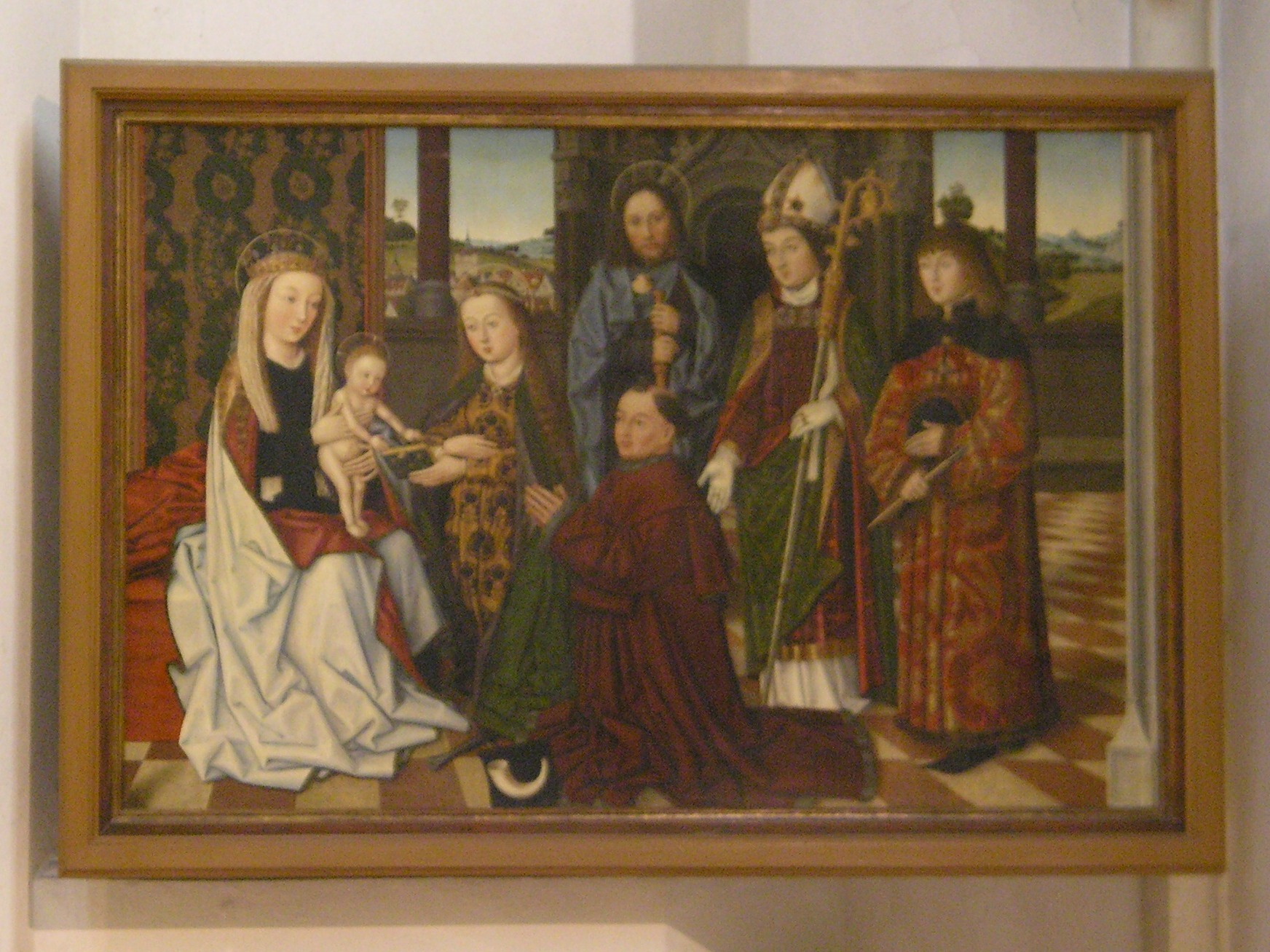
Votivní obraz